# アナトリア考古学研究所
アナトリア考古学研究所は1998年にトルコのクルシェヒル県カマン郡チャウルカン村で設立された研究機関。三笠宮崇仁親王の発意のもと、1978年、東京都三鷹市で古代中近東の研究機関として設立された中近東文化センターに附属する。中央アナトリアの考古学的一般調査を毎年継続して行っている。

## 歴史
中近東文化センターは1985年に中央アナトリアのカマン・カレホユック遺跡で考古学的予備調査を実施し、1986年に本格的発掘調査を開始した。毎年秋期には中央アナトリアの考古学的一般調査を行っている。
アナトリア考古学研究所はカマン・カレホユックのプレハブ施設や研究所などで事業を行う。それらの研究所は一つの文化施設として、様々な分野の研究者、専門家、学生らが参加できる国際的文化・学術交流の場となっている。
調査事業は従来、カマン・カレホユック発掘現場付近の簡易なプレハブ施設で行われていたが、事業をより効率的に推進するために、正式な研究所建設を求める声が高まった。アナトリア考古学研究所建設募金委員会委員長を務める寬仁親王のもと、研究所の建設が進められ、1998年にはアナトリア考古学研究所の支部が設立された。

## 目的
研究所の目的は、文化・学術的知識の中心となること、研究成果を国内外に共有すること、特に地方の子供たちへ影響を与えることで歴史的・文化的な遺跡に興味をもつ若手研究者を養成することである。 この目的に沿ってクルシェヒルのカマン・カレホユック遺跡、ヤッスホユック遺跡、アンカラのブクリュカレにおいて重要な考古学調査が行われた。

## 主な事業
考古学的調査研究：
- 考古学的発掘調査
- 一般考古学研究
- 調査結果報告
- 研究会、セミナー、シンポジウム等の開催
- 文化遺産（遺跡、歴史的建造物、遺物など）の保護と修復

考古学、歴史科学、文化遺産保護等における次世代研究者・技術者育成のための教育事業：
- フィールドワーク
- グループワーク
- 図書館公開
- 発掘現場における専門家養成教育

考古学、歴史学、文化遺産に関する利益の、地域住民への共有：
- セミナー、講演会、研究旅行等の開催

## 発掘
日本アナトリア考古学研究所は1985年にカマン・カレホユック遺跡(Kaman-Kalehöyük)
にて発掘、内アナトリア地方にて調査を開始した。また同研究所は、2007年にヤッスホユク遺跡(Yassıhöyük)で、2008年にブクリュカレ遺跡(Büklükale)で事前調査を開始した。活動の結果は毎年「アナトリア考古学会」や東京で開かれた「MEJCC会議」にて発表された。

### カマン・カレホユック遺跡
カマン・カレホユック遺跡は、クルシェヒル県(Kırşehir)のチャウルカン(Çağırkan)村に存在する。1985年に行われた事前調査の後1986年に発掘がはじまった。
遺跡時代は大きく以下の４つの文化的時代に分けられる。
オスマン帝国時代（15世紀～17世紀）
鉄器時代（紀元前12世紀～紀元後４世紀）
青銅器時代中期・後期（紀元前20世紀～紀元前12世紀）
青銅器時代初期（紀元前3000年）

### ヤッスホユック遺跡
ヤッスホユックは、カマン・カレホユックから約30kmの距離に位置するクルシェヒル県の中に存在する。 1986,1988,2000,2002年に大規模調査の一環として、ヤッスホユックにおいても、調査が行われた。紀元前7世紀頃のものとみられるグリフォンの頭部をかたどった精巧な青銅小型像が出土した。高さ4.2cm、重さ85.2g。

### ブクリュカレ遺跡
ブクリュカレは、アンカラから約100kmの距離に位置するクズルウルマック川の沿岸に存在する。 古代以降交通の要所であった。 2008年に大規模な調査発掘が行われた。